# Celonites davidi
Celonites davidi är en stekelart som beskrevs av Friedrich W. Gess 1989. Celonites davidi ingår i släktet Celonites och familjen Masaridae. Inga underarter finns listade.